# Länglingen, Jämtland
Länglingen är en sjö i Ragunda kommun i Jämtland och ingår i Indalsälvens huvudavrinningsområde. Sjön har en area på 1,56 kvadratkilometer och ligger 372,1 meter över havet. Sjön avvattnas av vattendraget Gilleran.

## Delavrinningsområde
Länglingen ingår i det delavrinningsområde (703160-150841) som SMHI kallar för Utloppet av Länglingen. Medelhöjden är 442 meter över havet och ytan är 18,48 kvadratkilometer. Räknas de 5 avrinningsområdena uppströms in blir den ackumulerade arean 75,5 kvadratkilometer. Gilleran som avvattnar avrinningsområdet har biflödesordning 2, vilket innebär att vattnet flödar genom totalt 2 vattendrag innan det når havet efter 151 kilometer. Avrinningsområdet består mestadels av skog (81 procent). Avrinningsområdet har 1,51 kvadratkilometer vattenytor vilket ger det en sjöprocent på 8,2 procent.